# Annellodochium ramulisporum
Annellodochium ramulisporum är en svampart som beskrevs av Deighton 1969. Annellodochium ramulisporum ingår i släktet Annellodochium, divisionen sporsäcksvampar och riket svampar.   Inga underarter finns listade i Catalogue of Life.